# Glennis Grace
Glennis Grace, pseudonimo di Glenda Hulita Elisabeth Batta (Amsterdam, 19 giugno 1978), è una cantante olandese.
Ha rappresentato i Paesi Bassi all'Eurovision Song Contest 2005 svoltosi a Kiev, dove ha presentato il brano My Impossible Dream.

## Discografia
Album
- 1995 - Real Emotion
- 2004 - Secrets of My Soul
- 2005 - My Impossible Dream
- 2008 - Glennis
- 2011 - One Moment in Time
- 2011 - One Night Only
- 2012 - This Is My Voice